# 丹麦皇家科学院
丹麦皇家科学院（丹麥語：Det Kongelige Danske Videnskabernes Selskab或Videnskabernes Selskab）创立于1742年11月13日，以促进科学技术的发展。1743年1月11日，该组织获得了皇室保护，主要目的是增进丹麦和挪威在历史、地理和语言学方面的探索。很快又扩展到其他领域。
自1745年以来，科学院已经发表了一些自然科学和人文科学领域的出版物。1763年至1843年，受皇家的命令，科学院绘制了第一个真正的丹麦地区地形图。原始概念图上做的比例为1:20000，但最后以1:120000的比例发布。科学院的另一个项目是丹麦语词典，1793至1905年間出版了八卷本。
该学院管理若干基金会，嘉士伯基金会的执行委员会成员即是从学院院士钟指定的。科学院也設有奖金項目。